# Nando Reis
José Fernando "Nando" Gomes dos Reis (São Paulo, 12 de janeiro de 1963) é um cantor, compositor e produtor musical brasileiro.
Foi membro da banda Titãs entre 1982 e 2002. Já teve suas músicas gravadas por diversos artistas, como Marisa Monte, Skank, Cássia Eller, Cidade Negra, Carlinhos Brown e Jota Quest.
Nando Reis possui mais de 10 álbuns lançados, 6 milhões de cópias vendidas, 2 Grammys Latinos vencidos e 12 indicações.

## Biografia

### Titãs
Nando Reis era percussionista e crooner da banda de salsa Sossega Leão quando os Titãs foram formados. Na primeira apresentação pública dos Titãs, ele figurou como baterista. Após o lançamento do primeiro disco deles, ele chegou a sair do grupo por duas semanas, preferindo o Sossega Leão por razões financeiras, mas acabou mudando de ideia e foi aceito de volta.
Permaneceria na banda como baixista, vocalista e compositor até setembro de 2002, durante a turnê do álbum A Melhor Banda de Todos os Tempos da Última Semana, de 2001. Na época, alegou "incompatibilidade de pensamento", e informou que ainda estava abalado pela morte dos amigos Cássia Eller e Marcelo Fromer. Em entrevista posterior, afirmou que sua saída se deveu também à sua vontade de se dedicar mais à sua carreira solo, chegando a propor à banda que pausassem suas atividades por um ano após o lançamento do álbum. Afirmou ainda que seu isolamento como compositor na banda vinha crescendo, o que era evidenciado pela quantidade de músicas escritas apenas por ele nos últimos álbuns.
Posteriormente, o músico e a banda voltaram a se falar normalmente, e Nando participou do show de 30 anos de carreira dos Titãs que ocorreu no Espaço das Américas, em São Paulo, na noite de 6 de outubro de 2012.
Em 2023 e 2024, participou da turnê "Titãs Encontro - Todos ao Mesmo Tempo Agora", reunindo todos os membros dos Titãs vivos no mesmo palco.

### Carreira solo
Nando lançou seu primeiro disco solo, 12 de Janeiro, em 1995, quando ainda era baixista dos Titãs.
Em 2000, forma Os Infernais, durante a turnê do disco Para Quando o Arco-Íris Encontrar o Pote de Ouro.
Em 2001, lançou o terceiro álbum Infernal, contendo tanto canções inéditas quanto outras que Nando deu para outros artistas gravarem, e foi indicado ao Prêmio Multishow de Música Brasileira na categoria "Revelação solo", mas Wanessa Camargo se sagrou vencedora. Mais tarde gravaria com Wanessa a faixa "O Lavrador", na trilha sonora de 2 Filhos de Francisco (2005), cinebiografia do pai dela, Zezé Di Camargo.
Gravaria três álbuns ao vivo em parceria com a MTV Brasil: MTV ao Vivo: Nando Reis & Os Infernais (2004), gravado em Porto Alegre; Luau MTV (2007), na Praia Vermelha em Ubatuba; e Bailão do Ruivão (2010), gravado no no Carioca Club em São Paulo, contendo covers de várias músicas nacionais e internacionais e participações especiais, como Zezé di Camargo & Luciano, Joelma e Chimbinha (Banda Calypso), e o grupo Zafenate.
Em 2009, lançou Drês, nome criado a partir de "Dri", apelido de sua ex-namorada Adriana Lotaif, e três, número de composições dedicadas a ela no álbum. O álbum trouxe canções dedicadas à mãe, “Conta”, e à filha Sophia, “Só pra So”. O destaque do disco foi "Pra Você Guardei o Amor", no qual dividiu os vocais com Ana Cañas.
Em 2012, Nando figurou na lista dos dez artistas que mais lucraram com direitos autorais no primeiro semestre daquele ano, segundo o Ecad. Em 2016, estava na 15ª posição do mesmo ranking, além de ser o 6º no ranking de arrecadação com shows e o primeiro no ranking de arrecadação de música reproduzida em locais públicos.
Em 2013, participou, juntamente a Adriana Calcanhotto, de um show de apoio ao partido político Rede Sustentabilidade.
Em 2014, seu álbum Sei Como Foi em BH foi indicado ao Grammy Latino de Melhor Álbum de Rock em Língua Portuguesa. Ainda em 2014, afirmou que entraria em estúdio em 2015 para gravar um novo álbum.

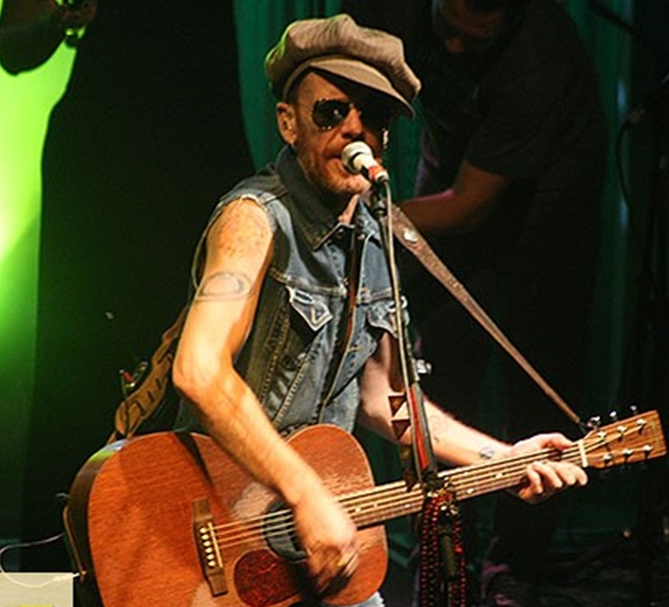
Nando Reis durante show em Brasília, 2014

Em fevereiro de 2016, foi revelado que o álbum teria participações de seus ex-colegas de Titãs Branco Mello, Sérgio Britto, Paulo Miklos e Arnaldo Antunes (estes dois últimos também ex-membros da banda, embora Paulo ainda a integrasse na época da gravação), além das cantoras Pitty, Luiza Possi e Tulipa Ruiz. Posteriormente, as participações dos músicos Peter Buck (ex-R.E.M.) e Mike McCready (Pearl Jam, Mad Season), bem como de quatro filhos de Nando (Zoé, Sophia, Theo e Sebastião; estes últimos formam a dupla 2Reis), foi anunciada também.
No mesmo mês, foi anunciado que o cantor, juntamente à banda Os Paralamas do Sucesso e às cantoras Paula Toller e Pitty, participariam de uma turnê promovida pelo projeto Nivea Viva Rock Brasil, que ocorre anualmente desde 2012 e leva artistas para turnês pelo Brasil. A série de sete shows homenageará o rock brasileiro.
Em 2016, foi revelado que Nando participaria de algumas faixas do supergrupo Levee Walkers, formado por Mike McCready, Duff McKagan (Guns N' Roses/Velvet Revolver) e Barrett Martin (Mad Season/Screaming Trees) - este último participou de alguns álbuns de Nando.
Lançou em novembro de 2016 seu novo CD Jardim-Pomar. A capa do álbum foi assinada pela artista plástica Vânia Mignone. No dia 16 de setembro do mesmo ano, lança o primeiro single do álbum: "Só Posso Dizer". Jardim-Pomar foi premiado com o Grammy Latino de Melhor Álbum de Rock ou de Música Alternativa em Língua Portuguesa em 2017.
Em 2017, formou o supergrupo Trinca de Ases com Gilberto Gil e Gal Costa. Em 2018, o projeto dos três artistas se tornou um CD e um DVD, lançados no mês de março.
Em outubro de 2018, lançou a música "Rock 'n' Roll".
Em 2019, lança o álbum Não Sou Nenhum Roberto, Mas às Vezes Chego Perto, com 12 canções de Roberto Carlos.
Após realizarem juntos uma turnê que passou por seis capitais brasileiras em 2019, Nando Reis e a Orquestra Petrobras Sinfônica, sob a regência do maestro Isaac Karabtchevsky, lançaram um álbum em 2022.
Em 18 de setembro de 2020, lançou "Espera a Primavera", com participações de Jack Endino, Lulu Santos, Walter Vilaça, Céu e seu filho Theo. A canção faz referência ao "amor multicolor", que segundo ele é uma oposição ao discurso "negacionista, reducionista e obscurantista" que ele acreditava estar sendo posto em prática pelo governo brasileiro.
Em 2021, recebeu mais duas indicações na premiação: uma por seu EP em parceria com Duda Beat Duda Beat & Nando Reis, na categoria Melhor Álbum Pop Contemporâneo em Língua Portuguesa; e outra por sua canção "Espera a Primavera", na categoria Melhor Canção em Língua Portuguesa.
Também em 2021, Nando lançou duas regravações de sucessos antigos de sua carreira. Em 11 de junho, relançou, com a participação de Pitty, "Um Tiro no Coração", música outrora executada num dueto de Sandra de Sá com Cássia Eller. Já em 26 de novembro, relançou "Não Vou Me Adaptar", originalmente gravada pelos Titãs no disco Televisão (1985) e escrita por Arnaldo Antunes, que participa da regravação. Ambas as músicas foram lançadas em preparação para a turnê Nando Hits, que estreou no dia 23 de dezembro em São Paulo.
Sua história de vida foi registrada pelo Museu da Pessoa, em um vídeo intitulado de "Uma vida voltada para a música", publicado em 2013.
A respeito de sua relação com a música, afirmou que foi a influência de sua mãe que despertou seu interesse pelo universo musical:
"Minha mãe se formou em Fonoaudiologia na PUC, me ensinou violão. Mas mamãe dava essas aulas, eu me lembro vagamente de alunos, mas nunca foi a profissão dela, nunca se apresentou. Ela tocava bem e tinha mais do que isso, ela tocava e cantava, era lindo. A minha relação com a música se passa, evidentemente, por isso. [...]."— Nando Reis Em entrevista ao Museu da Pessoa
Entre 2022 e 2023, ao lado da cantora Pitty, realiza a turnê "PittyNando – As suas, as minhas e as nossas". Cinco das 26 músicas do show ganharam um EP em novembro do mesmo ano. No ano seguinte, lançam álbum ao vivo PittyNando – As suas, as minhas e as nossas – Ao vivo com o registro integral do show captado em 3 de dezembro de 2022 na casa Vibra São Paulo, na cidade de São Paulo.
Em junho de 2023, lança o podcast Lugar de Sonho, composto por cinco episódios no qual compartilha memórias e histórias.
Em julho de 2024, lança o projeto Uma Estrela Misteriosa Revelará o Segredo, Composto por três álbuns (Uma, Estrela e Misteriosa) e um disco bônus, totalizando 26 músicas inéditas e quatro regravações. O álbum contou com participações de Peter Buck (R.E.M.), Barrett Martin (bateria), Duff McKagan (Guns N’ Roses), Krist Novoselic (Nirvana), Mike McCready e Matt Cameron (Pearl Jam), além de seu filho Sebastião Reis. A produção foi de Barrett Martin, conhecido por seu trabalho com bandas como Screaming Trees e Mad Season, e a coprodução de Felipe Cambraia; a produção executiva de Diogo Damascena; e a mixagem ficou a cargo de Jack Endino.
Em outubro de 2024, foi homenageado com uma estrela batizada com o nome dele, localizado na constelação de Capricórnio, o mesmo signo de Nando.

## Vida pessoal

### Infância e família
A primeira casa de Nando ficava no Jardim Paulistano, na Rua Santa Cristina, 217. É um dos cinco filhos de José Carlos, um engenheiro, com Cecília, que seguiu carreira na fonoaudiologia após uma irmã de Nando ficar surda. Em casa, ela cantava e tocava violão, o que influenciaria Nando e o tornaria admirador de vozes femininas, como as de Cássia e Marisa. Cecília morreu de um câncer fulminante quando Nando tinha 26 anos e preparava o álbum Õ Blésq Blom com os Titãs.
Sua irmã mais velha, Maria Cecília Gomes dos Reis, também conhecida como "Quilha", é escritora, filósofa, tradutora e professora na Universidade Federal do ABC, tendo lhe dedicado alguns de seus livros e traduções.
É primo da cantora e compositora Vange Leonel, morta em 2014.

### Relacionamentos
Namorou a cantora Marisa Monte no início dos anos 1990. O término do relacionamento foi a inspiração para a composição da música "Resposta", lançada em 1998 no álbum Siderado, do Skank.
Foi casado com sua colega de escola Vânia de 1985 a 2003, e depois de 2013 até hoje. Tem cinco filhos: Theodoro, Sophia, Sebastião, Zoé e Ismael; todos exceto Ismael foram com Vânia. Theodoro e Sebastião também são músicos e tocavam em duas bandas diferentes até se juntarem para formar o grupo 2 Reis. Também tem um sobrinho, chamado Christian.

### Uso de drogas
Nando é abstêmio desde 2016. Segundo ele, um momento-chave para esta decisão foi quando Gilberto Gil o convidou para dividir o palco com ele num show em 5 de outubro daquele ano para celebrar o centenário do político Ulysses Guimarães. Nando relata que compareceu alcoolizado ao ensaio (realizado no dia 2) e sentiu-se envergonhado por isso, apesar de ter conseguido tocar. Naquele momento, ele percebeu que poderia arruinar sua carreira caso subisse bêbado a um palco com Gil e decidiu que era hora de parar.
Em depoimento à revista Piauí em 2023, Nando contou que o abuso do álcool e de outras drogas prejudicou suas relações com Vânia, com seus filhos e com os Titãs, e que o ponto mais crítico foi em Seattle em 2016, quando tentou se matar cortando os pulsos; chegou a comprar uma pomada de xilocaína para atenuar a dor e a quebrar uma garrafa para consumar o ato, mas não teve coragem de ir até o fim.

### Outros interesses
Chegou a cursar Matemática na Universidade Federal de São Carlos por um ano, antes de desistir para dar atenção total aos Titãs.
Torcedor do São Paulo Futebol Clube, manteve uma coluna semanal sobre este tema no jornal O Estado de S. Paulo até 2010. Em 2009 lançou o livro infantil "Meu Pequeno São-Paulino", pela editora Belas Letras, que fala sobre a paixão de um torcedor pelo São Paulo e as conquistas obtidas pelo time.[carece de fontes?]
Em entrevistas em 2010 e 2011, declarou-se ateu e atraído por homens e mulheres.
Nando tem uma propriedade em Jaú, estado de São Paulo, onde cria abelhas, mantém uma agrofloresta e recupera a mata ciliar.

## Os Infernais
É a banda que atualmente o acompanha em seus shows. A partir do álbum MTV ao Vivo, todos os lançamentos da banda passaram a ser creditados a "Nando Reis e os Infernais" em vez de apenas "Nando Reis". Na época do lançamento de Sim e Não, ele explicou a mudança dizendo: "(...) eu escrevo as canções e a gente decide os arranjos em conjunto. Foi uma percepção gradativa [a mudança de nome de Nando Reis para Nando Reis e os Infernais], quando eu reparei que gostava de ser visto como um artista que tinha um diálogo com uma banda em vez de um artista apoiado por uma banda".
O nome da banda, segundo ele, passa a ideia "de um som quente e profano. Toco violão, mas não faço MPB, meu som é muito mais ligado ao rock".
Antes da banda ser oficialmente formada, o tecladista Alex Veley e o guitarrista Walter Villaça já haviam trabalhado com Nando em seu álbum Para Quando o Arco-Íris Encontrar o Pote de Ouro, gravado em Seattle.
Apesar de Nando morar em São Paulo, a banda é sediada no Rio de Janeiro.
Membros Atuais[carece de fontes?]
- Nando Reis - vocal e violão
- Walter Villaça - guitarra
- Felipe Cambraia - baixo
- Alex Veley - teclado
- Eduardo Schuler - bateria
- Gil Miranda - backing vocal
- Hannah Lima - backing vocal

Ex-integrantes[carece de fontes?]
- João Vianna - bateria
- Barrett Martin - bateria
- Diogo Gameiro - bateria
- Carlos Pontual - guitarra
- Micheline Cardoso - backing vocal
- Juju Gomes - backing vocal
- Leonardo Trindade - sopro

## Discografia

### Álbuns de estúdio
- 12 de Janeiro (1995)
- Para Quando o Arco-Íris Encontrar o Pote de Ouro (2000)
- Infernal (2001)
- A Letra A (2003)
- Sim e Não (2006)
- Drês (2009)
- Sei (2012)
- Jardim-Pomar (2016)
- Não Sou Nenhum Roberto, Mas as Vezes Chego Perto (2019)
- Uma Estrela Misteriosa Revelará o Segredo (2024)

### Em parceria comPitty:PITTYNANDO
- As Suas, As Minhas E As Nossas (2022)
- As Suas, As Minhas E As Nossas: Ao Vivo (2023)